# Колчестер Юнайтед
«Ко́лчестер Юна́йтед» (полное название — Футбольный клуб «Колчестер Юнайтед», англ. Colchester United Football Club; английское произношение: [ˈkoʊltʃɛstər ju:ˈnaɪtɪd 'futbɔ:l klʌb]) — английский профессиональный футбольный клуб из города Колчестер, графство Эссекс, Восточная Англия. Образован в 1937 году. Домашние матчи проводит на стадионе «Колчестер Коммьюнити», вмещающем более 10 тысяч зрителей. Цвета клуба — сине-жёлто-белые.
Выступает в Лиге 2, четвёртом по значимости дивизионе в системе футбольных лиг Англии.

## История команды
«Колчестер Юнайтед» образован в 1937 году. Играл в Южной футбольной лиге до 1950 года. В 50-90 годах был участником Третьего и Четвёртого дивизионов. Самым большим достижением клуба в этот период стала победа в пятом раунде Кубка Англии над «Лидс Юнайтед» 1:0 в 1971 году.

## Достижения
- Обладатель Трофея ФА: 1992
- Обладатель Кубка Уотни: 1971

## Противостояния
Матчи между «Колчестер Юнайтед» и «Саутенд Юнайтед» известны под названием Эссекское дерби.

## Стадион
С момента основания команды домашним стадионом был «Лейер Роуд Граунд», сооружённый ещё в 1910 году. Новая арена «Колчестера» построена в 2008 году и вмещает 10 105 зрителей. Здесь проводятся международные матчи сборных команд Англии юниоров, женщин и молодёжи.